# Kartoffelroder

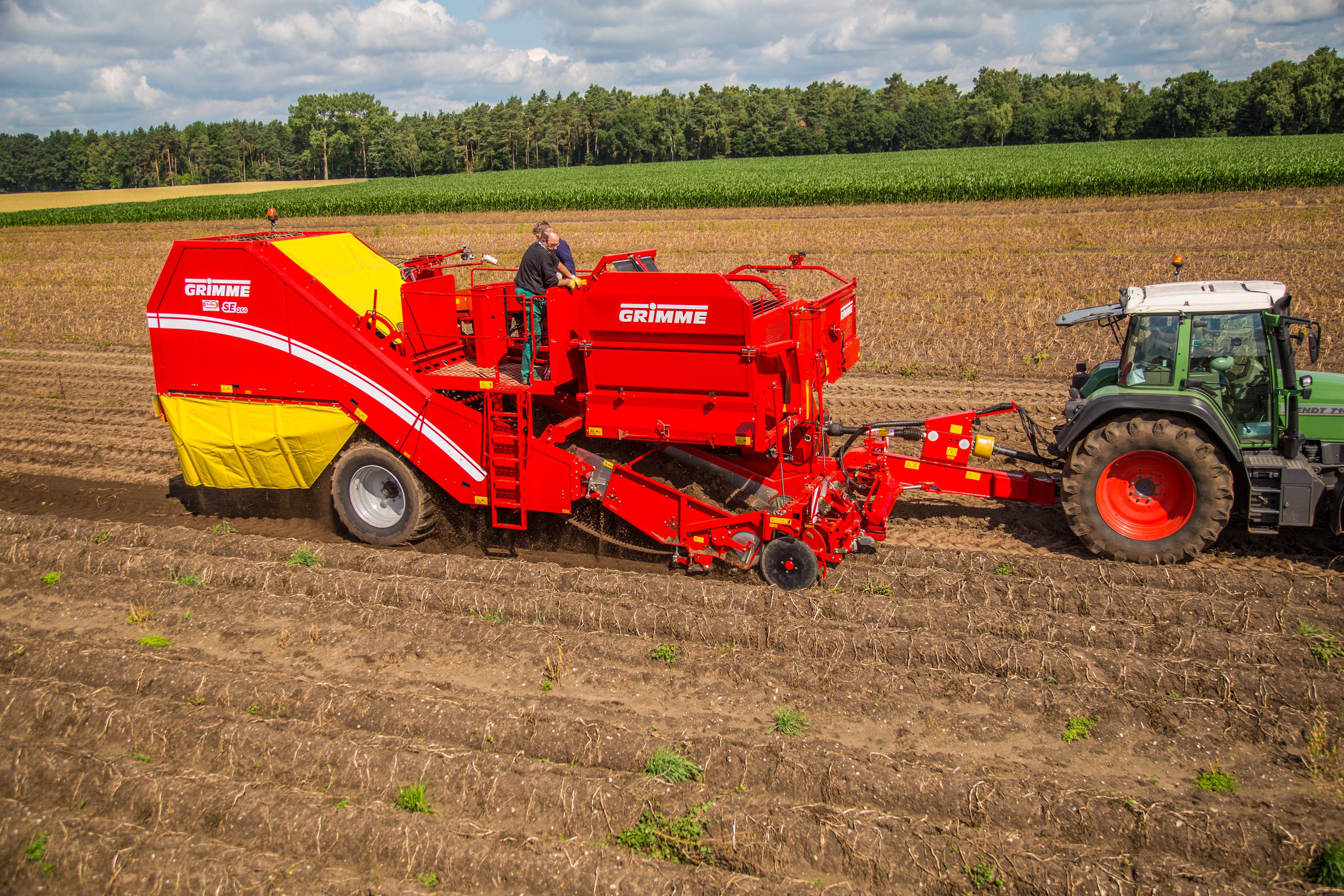
Kartoffelvollernter

Kartoffelroder sind spezifische Erntemaschinen für Kartoffeln. Sie sind Arbeitsgeräte, welche in der technisierten Landwirtschaft zur Ernte verschiedener Knollengemüse, vor allem aber der namensgebenden Kartoffel, eingesetzt werden. Sie kommen in unterschiedlichen Bauausführungen und Funktionsprinzipien vor. Heute dominiert die Form des Siebroders.

## Geschichte
Die Kartoffelroder kamen Mitte bis Ende des 19. Jahrhunderts auf. Sie stellten einen ersten Schritt in der Mechanisierung des Kartoffelbaus dar und waren zunächst in Form von sogenannten Schleuderrodern ausgeführt. Eine andere technische Form zum Ernten von Kartoffeln zu früher Zeit war der Kartoffelrodepflug, ein spezieller Pflug für die Kartoffelernte, welcher durch Anheben des bepflanzten Damms die Kartoffeln an die Oberfläche förderte.

### Schleuderroder

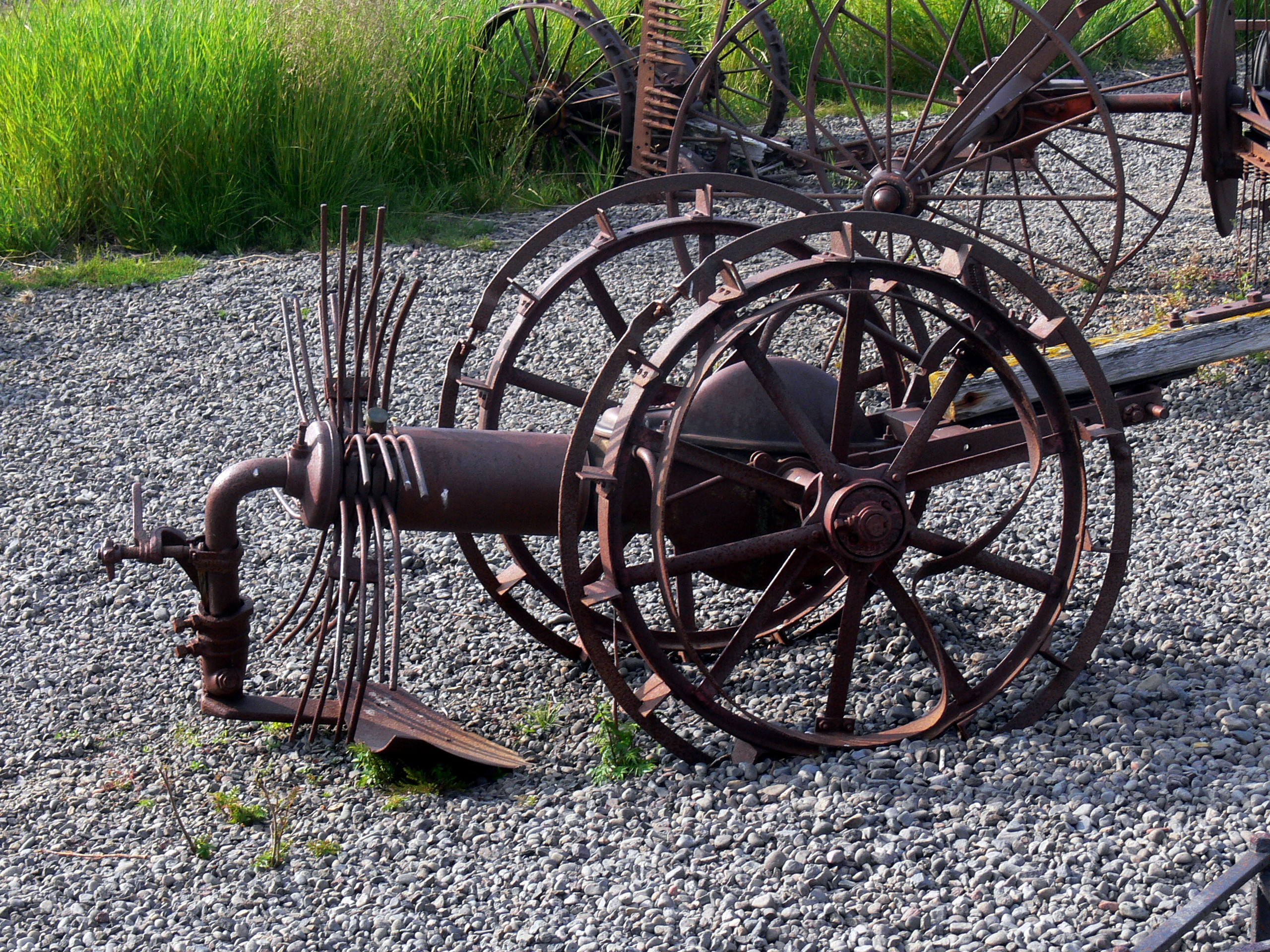
Schleuderroder LANZ LK 20 mit Radantrieb. Außermittig befestigt das höhen- und neigungsverstellbare Rodeschar; Schleuderstern mit 8 (beim LK 30: 10) aus Federstahl gefertigten Zinkengruppen. Für die Fahrt auf befestigten Wegen sind die Greifer mit einem Laufreifen geschützt. Als Anbauteil war ein parallel laufender kegelförmiger Fangkorb verfügbar, der die Erde absiebte und die Kartoffeln in einer Reihe ablegte.

Der Schleuderroder gilt als erste praxistaugliche Maschine für die Kartoffelernte. Der Schleuderroder rodet die Kartoffeln mit einem flachen, den Kartoffeldamm leicht anhebenden und aufbrechenden Schar, und einem nachfolgenden, rechtwinklig zum Schar und damit zur Dammrichtung angebrachten Schleuderstern. Dieser kreist senkrecht zum Damm und schleudert durch die an ihm befestigten Gabeln oder Zinken das Erd- und Kartoffelgemisch des Dammes in einer flachen Schicht rund 2 bis 3 m zur Seite. Damit die Knollen nicht beschädigt werden, war es bei der Konstruktion der Schleuderroder wichtig, dass die Zinken des Schleudersterns nicht schlagend, sondern kehrend auf den Damm treffen. Der Antrieb des Schleudersterns erfolgt über ein Winkelgetriebe, welches bei älteren mit Pferde- oder Traktorzug eingesetzten Baumustern von den Rädern des Roders, bei späteren Ausführungen durch die Zapfwelle des ziehenden Traktors angetrieben wird.
Die Entwicklung des Schleuderroders erfolgte 1852 durch den Schotten Hanson, mit dessen Umsetzung der Landmaschinenkonstrukteur R. Coleman beauftragt wurde und der 1856 eine praxistaugliche Maschine erstmals präsentierte. Ab 1870 setzte sich der Hanson-Coleman Roder in einer durch Graf Münster verbesserten Form auch im deutschsprachigen Raum allmählich durch. Zwar war der Schleuderrad-Roder eine wesentliche Verbesserung gegenüber dem Rodepflug, doch waren Beschädigungen durch die Wucht der Gabeln häufig und die Zudeckverluste mit 12 bis 15 Prozent entsprechend hoch. Außerdem brauchte es eine große Anzahl Lesehelfer, denn erst wenn die vorherige Reihe komplett aufgesammelt war, konnte eine neue Reihe gerodet werden.
Um 1897 gelang es der Firma Harder eine knollenschonende Weiterentwicklung des Roders. Statt der Wurfzinken kamen nun stangengeführte Gabeln zum Einsatz. Die aus Holz bestehenden Stangen bekamen durch den Führungsring eine Halterung, so dass die Gabeln annähernd senkrecht in den Damm eingriffen und auch wieder austraten. Die Arbeitsweise orientierte sich an der manuellen Arbeit mit der Handhacke. Das System Harder wurde von mindestens fünf Herstellern übernommen und ging wegen der stielartigen Stangen mit den Grabegabeln als "Kartoffelhexe" in den Sprachgebrauch ein.

### Siebkettenroder
Die wesentlichen Bauteile des Siebkettenroders sind ein zweigeteiltes Muldenschar und eine endlos umlaufende, nach hinten schräg ansteigende Siebkette. Die Konstruktion selbst befindet sich einem zweirädrigen, einachsigen Gestell. Durch die rüttelende Bewegung der Kette werden Erde und Steine abgesiebt. Das Erntegut wird nach hinten weiter transportiert und in einer Reihe (sog. Schwad) abgelegt. Der Antrieb des Siebkettenroders geht von der heckseitigen Traktorenzapfwelle aus. Zunächst für die Ente von einer Kartoffelreihe entwickelt, existieren Stand 2021 Siebkettenroder für bis zu acht Reihen. Vor Einführung der Traktorenzapfwelle waren zum Zug und Antrieb des Roders mindestens vier zugstarke Pferde nötig. Der Antrieb ging dabei von dem Bodenrad aus. Die Siebkette ist heute Bestandteil jedes Kartoffel-Vollernters. Siehe auch unter Siebkettenroder.

### Schwingsiebroder
Ähnlich wie beim Siebkettenroder geht die Trennung von Erde und Kartoffeln beim Schwingsiebroder von einem Sieb aus. Üblich ist die Anbringung des Roders direkt am Traktor, seitlich oder am Heck. In Schwingung gebracht werden die Siebflächen über die Schlepperzapfwelle mittels Kurbel- oder Exzenterantrieb. Durch die klopfende und schwingende Bewegung wird eine Trennung von der Erde erreicht. Die Kartoffeln werden seitlich, bei manchen Konstruktionen auch rückseitig, abgelegt. Durch die kurze Bauweise und die einfache Handhabung eignet sich der Schwingsiebroder vor allem für kleine Flächen und Hanglagen. Schwingsiebroder können – wie Siebkettenroder – außer zur Ernte von Kartoffeln auch bei der Ernte von Wurzelgemüse wie Karotten oder Sellerie verwendet werden.

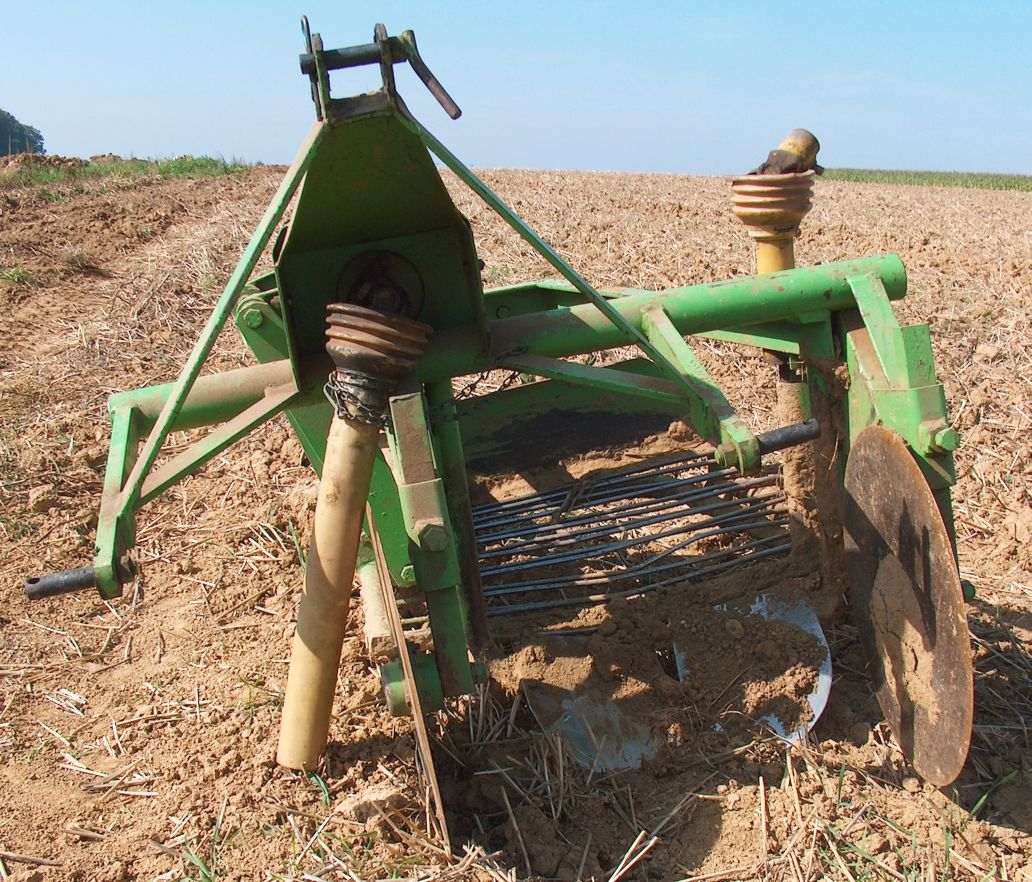
Zapfwellengetriebener Siebkettenroder mit Blattscharen und seitlichen Scheibensechen
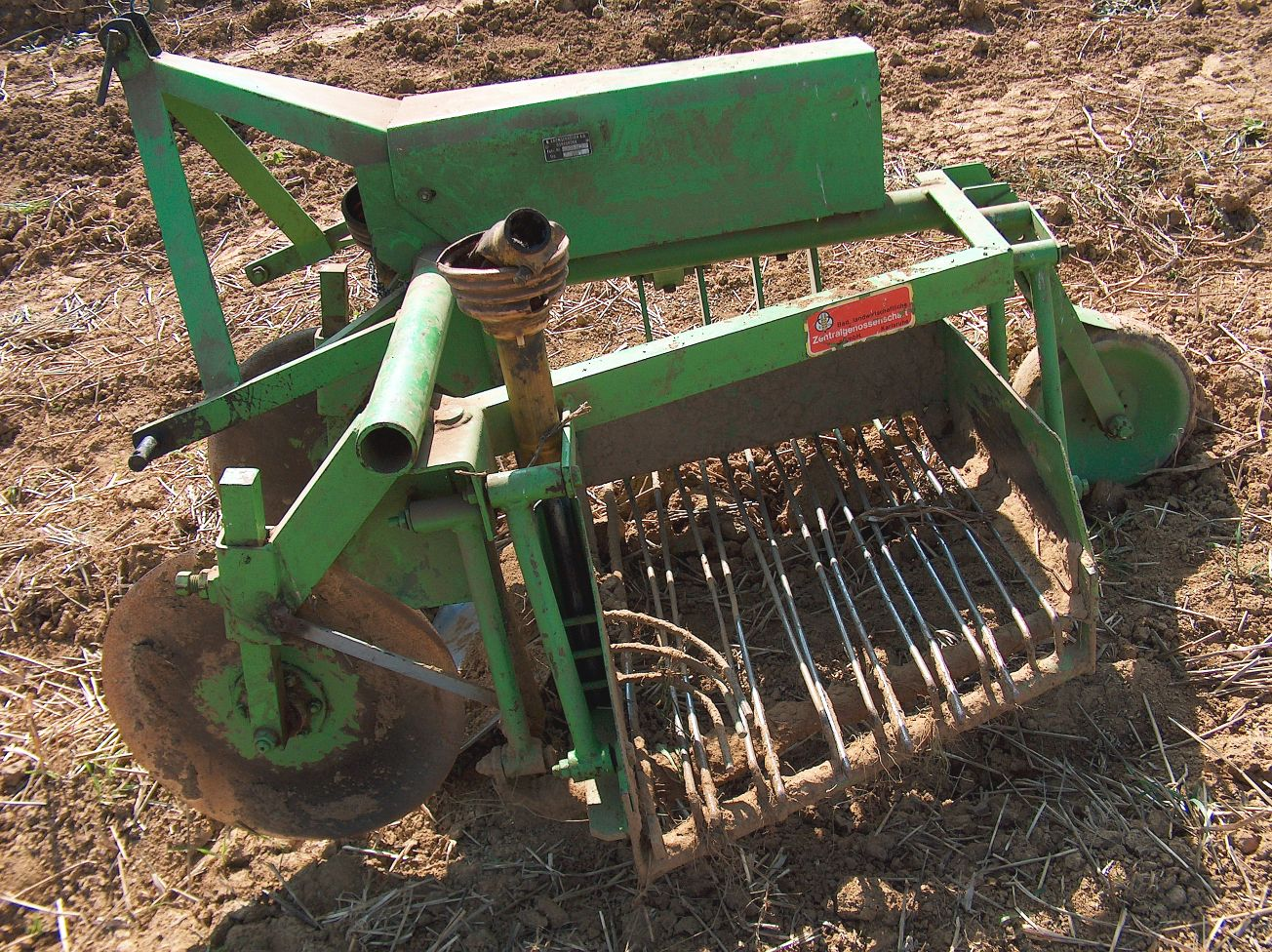
Schwingsiebroder für den Dreipunktanbau von der Seite

### Kartoffelvollernter

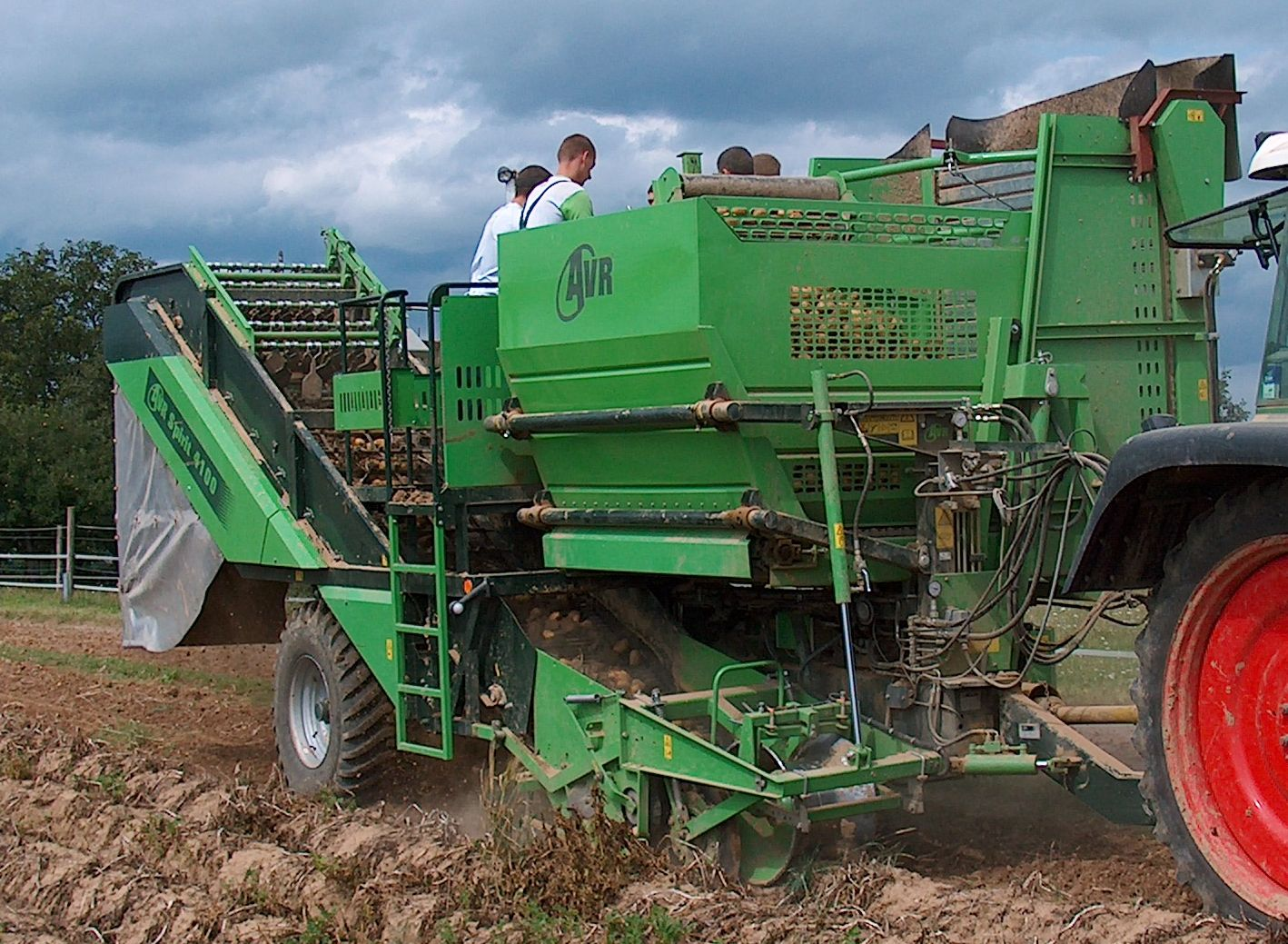
Gezogener Kartoffelroder

In modernen Kartoffelvollerntern werden die Kartoffeln gesäubert, sortiert und gesammelt. Es gibt sie als selbstfahrende Arbeitsmaschinen, meist jedoch gezogen von einem Traktor.
Diese arbeiten nach dem Verfahren des Siebkettenroders.